# 髙松智美ムセンビ
髙松 智美 ムセンビ（たかまつ ともみ ムセンビ、結婚後の本名：中島 智美 ムセンビ〈たかまつ ともみ ムセンビ〉、2000年〈平成12年〉2月23日 - ）は、日本の元陸上競技選手（中距離走・長距離走）。アジアクロスカントリー選手権・ジュニア団体金メダリスト。父は2001年 長野マラソンで優勝したケニア人のマクセル・ムセンビ、母は日本人、姉は髙松望ムセンビ、夫は中島怜利。

## 経歴
生まれはケニアで、1歳になってから日本で暮らす。大阪薫英女学院中学校・高等学校卒業。中学時代から姉・髙松望ムセンビを追って多くの大会で活躍した。ジュニアオリンピック3000mで優勝し、全国女子駅伝2区では2年連続で区間賞も獲得した。
高校時代には、中学から競い合ってきた田中希実（西脇工業）、和田有菜（長野東）らともにトラック、駅伝、クロスカントリーで活躍した。高2の時に全国高校駅伝で2区で区間2位となりチームの優勝に貢献し、翌年には連覇を狙うも果たせなかった。
駅伝の強豪名城大学に進学すると、同期の和田有菜、1歳上の加世田梨花などチーム内でも競い合い、特にトラック種目で大きく実力を伸ばした。1年生で、第102回日本陸上競技選手権大会1500mで優勝し、日本インカレでも1500m・5000mの2冠を制した。チーム初の大学駅伝2冠（全日本大学女子駅伝、富士山女子駅伝）にも貢献した。
しかし、2年生後半以降、故障のために各種の大会での記録が前年を下回り、全国女子駅伝では区間順位が大きく下がるなど、主要大会で十分な活躍が出来ない不本意な状況になった。それでも大学駅伝では2年連続の2冠に貢献するなどの活躍は見せた。
卒業後の進路について複数の実業団から誘いがあったものの、髙松自身が大学で競技に区切りを付けることを希望した。東京都で飲食業界に就職することとなり、2022年1月の選抜女子駅伝北九州大会を最後に競技から退いた。
その後、2023年2月の青梅マラソン30キロの部に出場し9位となり、「やっぱり競技者として走りたい」「そのための準備段階」として現役復帰を目指していると報じられた。
2023年7月28日に、陸上選手の中島怜利との結婚を発表した。結婚を機にSNS上で、本名の改姓に合わせて名前を「中島智美ムセンビ」に変更した。

## 特徴
身長148cmと小柄だが大きなストライドで力強く前進する走法である。トラックでのラストスパートの切れ味は抜群で、それを武器に大きなタイトル（日本選手権、日本インカレ、クロスカントリー日本選手権）を獲得してきた。2段階の動きでストライドを伸ばす独特のランニングフォームは迫力さえ感じさせる。
大学2年に入ると思うような記録を出すことできないレースが続いた。特に5000mでの不振は陸上ファンに大きな心配をかけていた。大学3年次後半以降は復調を見せるも、大学卒業を機に競技活動から一線を引いた。

## 主な記録
| 年     | 大会                                   | 種目          | 順位           | 備考               |
| ------ | -------------------------------------- | ------------- | -------------- | ------------------ |
| 2013年 | 千葉国際クロスカントリ－               | 中学女子3㎞   | 6位            |                    |
|        | 全日本中学陸上（愛知）                 | 1500m         | 2位            |                    |
|        | ジュニアオリンピック                   | B1500m        | 3位            |                    |
| 2014年 | 全国女子駅伝                           | 3区           | 区間賞         | 大阪府9位          |
|        | 全日本中学陸上（香川）                 | 1500m         | 2位            |                    |
|        | 第69回国民体育大会（長崎）             | 少年B1500m    | 3位            |                    |
|        | ジュニアオリンピック                   | A3000m        | 優勝           |                    |
| 2015年 | 全国女子駅伝                           | 3区           | 区間賞         | 大阪府優勝         |
|        | 千葉国際クロスカントリ－               | 中学女子3㎞   | 優勝           |                    |
|        | 和歌山インターハイ2015                 | 3000m         | 7位            |                    |
|        | 全国高校駅伝女子                       | 2区           | 区間4位        | 薫英女学院高校3位  |
| 2016年 | 全国女子駅伝                           | 5区           | 区間5位        | 大阪府12位         |
|        | 岡山インターハイ2016                   | 3000m         | 3位            |                    |
|        | 第71回国民体育大会（岩手）             | 少年A3000m    | 4位            |                    |
|        | 全国高校駅伝女子                       | 2区           | 区間2位        | 薫英女学院高校優勝 |
| 2017年 | 全国女子駅伝                           | 2区           | 区間5位        | 大阪府12位         |
|        | クロスカントリー日本選手権             | ジュニア6km   | 優勝           |                    |
|        | 世界クロスカントリー選手権             | ジュニア6km   | 15位           | 日本団体4位        |
|        | 山形インターハイ2017                   | 3000m         | 6位            |                    |
|        | 全国高校駅伝女子                       | 2区           | 区間2位        | 薫英女学院高校3位  |
| 2018年 | 全国女子駅伝                           | 2区           | 区間2位        | 大阪府5位          |
|        | クロスカントリー日本選手権             | ジュニア6km   | 2位            |                    |
|        | アジアクロスカントリー選手権           | ジュニア6km   | 銅メダル       | 日本団体金メダル   |
|        | アジアジュニア陸上選手権               | 1500m         | 銀メダル       |                    |
|        | 第102回日本選手権（山口）              | 1500m         | 優勝           |                    |
|        | U20世界選手権                          | 5000m         | 7位            |                    |
|        | 日本インカレ                           | 1500m         | 優勝           |                    |
|        | 日本インカレ                           | 5000m         | 優勝           |                    |
|        | 全日本大学女子駅伝                     | 3区           | 区間賞         | 名城大学優勝       |
|        | 大学女子選抜（富士山女子）駅伝         | 7区           | 区間2位        | 名城大学大会記録   |
| 2019年 | 全国女子駅伝                           | 1区           | 区間12位       | 大阪府3位          |
|        | クロスカントリー日本選手権             | シニア8km     | 3位            |                    |
|        | 日本学生個人                           | 1500m         | 2位            |                    |
|        | 第103回日本選手権（福岡）              | 1500m         | 4位            |                    |
|        | 第30回夏季ユニバーシアード・ナポリ大会 | 5000m         | 7位            |                    |
|        | 第74回国民体育大会（茨城）             | 成年共通5000m | 15位           |                    |
|        | 全日本大学女子駅伝                     | 2区           | 区間賞         | 名城大学優勝       |
|        | 大学女子選抜（富士山女子）駅伝         | 2区           | 区間5位        | 名城大学優勝       |
| 2020年 | 全国女子駅伝                           | 2区           | 区間29位       | 大阪府8位          |
|        | クロスカントリー日本選手権             | シニア8km     | 10位           | 名城大学団体優勝   |
|        | 日本インカレ                           | 1500m         | 優勝           |                    |
|        | 第104回日本選手権（新潟）              | 1500m         | 7位            |                    |
|        | 全日本大学女子駅伝                     | 6区           | 区間2位/区間新 | 名城大学優勝       |
|        | 大学女子選抜（富士山女子）駅伝         | 1区           | 区間4位        | 名城大学優勝       |
| 2021年 | 第105回日本選手権（長居）              | 1500m         | 8位            |                    |
|        | 日本インカレ                           | 1500m         | 4位            |                    |
|        | 全日本大学女子駅伝                     | 2区           | 区間賞/区間新  | 名城大学優勝       |
|        | 大学女子選抜（富士山女子）駅伝         | 2区           | 区間6位        | 名城大学優勝       |